# Sho Tanaka
Sho Tanaka (田中 翔, Tanaka Shō) né le 27 août 1989 est un catcheur japonais plus connu sous le nom de Sho. Il travaille actuellement à la New Japan Pro Wrestling.
D'abord lutteur à l'université de Tokuyama, il devient catcheur en 2012 et s'entraîne au dojo de la New Japan Pro Wrestling.

## Jeunesse
Tanaka est un fan de catch notamment d'Hiroshi Tanahashi. Il fait de la lutte depuis le lycée. Il continue de pratiquer ce sport à l'université de Tokuyama. Il termine 3e du championnat universitaire de lutte gréco-romaine en 2011 et 2e en lutte libre cette même année dans la catégorie des moins de 84 kg,.

## Carrière de catcheur

### New Japan Pro Wrestling (2012–2016)

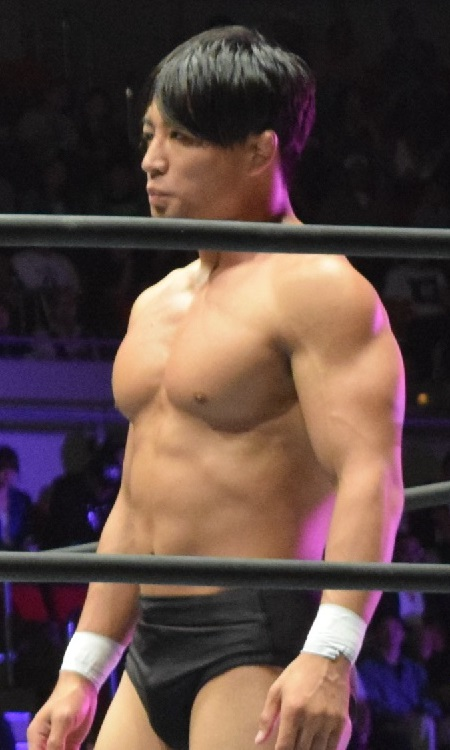
Tanaka en Septembre 2015

Tanaka rencontre Hiroshi Tanahashi au cours d'une séance de signature d'autographe. Il lui parle et Tanahashi décide de l'aider à entrer au dojo de la New Japan Pro Wrestling.
Il débute le 15 novembre 2012 où il perd un match face à Takaaki Watanabe.
Lors de Destruction In Okayama 2015, lui, Katsuyori Shibata, Yohei Komatsu et Yūji Nagata battent David Finlay, Jay White, Manabu Nakanishi et Tetsuya Naitō.

### Ring of Honor (2016–2017)
Lors de ROH Undisputed Legacy, ils battent The Addiction (Christopher Daniels et Frankie Kazarian). Le 13 juin 2018, ils perdent contre The Briscoe Brothers (Jay Briscoe et Mark Briscoe) et ne remportent pas les ROH World Tag Team Championship.

### Retour à la New Japan Pro Wrestling (2017–...)

#### Chaos (2017-2021)
Lors de King of Pro Wrestling 2017, Tanaka et Komatsu, présenté comme "Sho" et "Yoh" effectuent leur retour à la New Japan Pro Wrestling en étant révélé comme la nouvelle équipe de Rocky Romero, Roppongi 3K puis ils battent ensuite Funky Future (Ricochet et Ryusuke Taguchi) dans leur match retour pour remporter les IWGP Junior Heavyweight Tag Team Championship. Ils participent ensuite au Super Jr. Tag Tournament 2017 où ils battent Hirai Kawato et Kushida lors du premier tour. Lors des Demi Finale, ils battent Los Ingobernables de Japón (Bushi et Hiromu Takahashi). Lors de Power Struggle, ils battent Super 69 (ACH et Ryusuke Taguchi) en finale et remporte le tournoi. Le 11 décembre, ils font équipe avec Rocky Romero mais perdent contre Bullet Club (Kenny Omega, Matt et Nick Jackson). Lors de Wrestle Kingdom 12, ils perdent les titres contre The Young Bucks. Lors de The New Beginning In Sapporo 2018 - Tag 1, ils font équipe avec Jay White mais perdent contre Bullet Club (Kenny Omega, Matt et Nick Jackson). Lors de The New Beginning In Sapporo 2018 - Tag 2, ils battent The Young Bucks et remportent les IWGP Junior Heavyweight Tag Team Championship pour la deuxième fois. Lors de 46th Anniversary Show, ils perdent les titres contre Suzuki-gun (El Desperado et Yoshinobu Kanemaru) dans un Three Way Match qui comprenaient également Los Ingobernables de Japón (Bushi et Hiromu Takahashi).
Du 16 octobre au 3 novembre, ils participent au Super Jr. Tag League (2018), où ils terminent la ronde avec 10 points (cinq victoires et deux défaites) se qualifiant donc pour la finale du tournoi. Lors de Power Struggle (2018), ils remportent le tournoi en battant Suzuki-gun (El Desperado et Yoshinobu Kanemaru) dans un Three Way Match qui comprenaient également Los Ingobernables de Japón (Bushi et Shingo Takagi) et deviennent la première équipe à gagner le tournoi deux années consécutives.
Lors de 47th Anniversary Show, ils battent Los Ingobernables de Japón (Bushi et Shingo Takagi) et remportent les IWGP Junior Heavyweight Tag Team Championship pour la troisième fois.
Le 16 juin, ils perdent les titres contre Bullet Club (El Phantasmo et Taiji Ishimori). Lors de Fighting Spirit Unleashed Boston, ils perdent contre Guerrillas of Destiny (Tama Tonga et Tanga Loa) et ne remportent pas les IWGP Tag Team Championship,.
Lors de Wrestle Kingdom 14 - Tag 2, ils battent Bullet Club (El Phantasmo et Taiji Ishimori) et remportent les IWGP Junior Heavyweight Tag Team Championship pour la quatrième fois. Lors de The New Beginning In Osaka 2020, ils conservent leur titres contre Suzuki-gun (El Desperado et Yoshinobu Kanemaru). Le 20 février, ils conservent leur titres contre Rocky Romero et Ryusuke Taguchi. En juin, il participe à la New Japan Cup 2020 où il bat au premier tour Shingo Takagi. Il se fait ensuite éliminer au second tour à la suite de sa défaite contre Sanada. Lors de Dominion in Osaka-jo Hall, il perd contre Shingo Takagi et ne remporte pas le NEVER Openweight Championship.
Le 16 août, ils perdent leur quatrième match du tournoi contre Suzuki-gun (El Desperado et Yoshinobu Kanemaru), après qu'il est choisi de ne pas aider Yoh à échapper à la soumission de Desperado. Après le match, il attaque Yoh et prétend qu'il lui est maintenant inutile, mettant fin à leur équipe après neuf ans et effectuant un Heel Turn pour la première fois de sa carrière à la New Japan Pro Wrestling.

#### Bullet Club (2021-...)
Lors de Wrestle Grand Slam In MetLife Dome - Tag 1, il bat Yoh par décision de l'arbitre et après le match accepte de rejoindre le Bullet Club en acceptant le maillot que lui offre Evil, rejoignant le sous-groupe House of Torture de ce dernier.
Lors de Power Struggle 2021, lui, Evil et Yujiro Takahashi battent Chaos (Hirooki Goto, Tomohiro Ishii et Yoshi-Hashi) et remportent les NEVER Openweight 6-Man Tag Team Championship.

## Palmarès
- New Japan Pro Wrestling

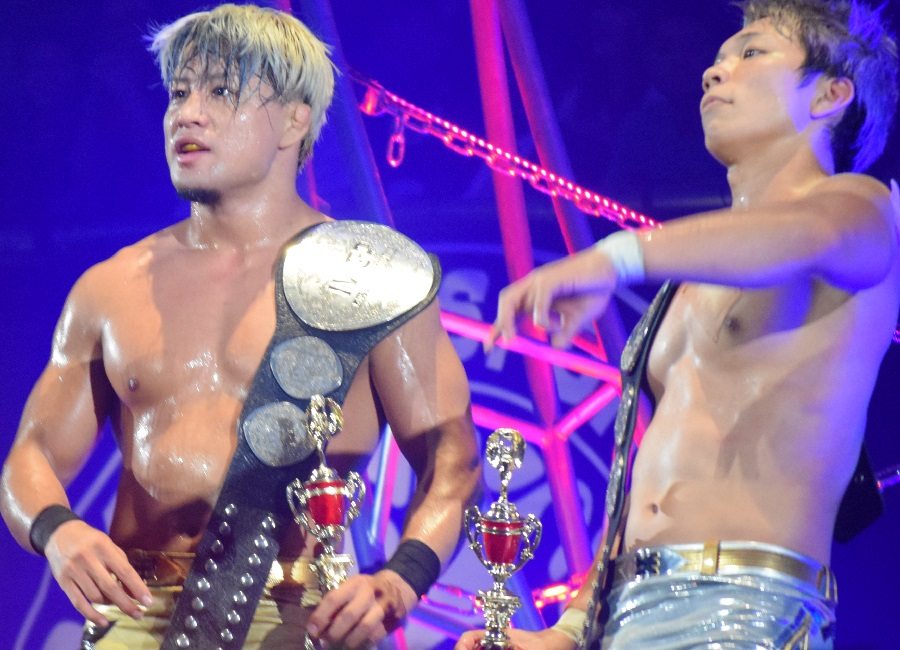
Roppongi 3K en tant que IWGP Junior Heavyweight Tag Team Champions et gagnants du en

  - 1 fois IWGP Junior Heavyweight Championship
  - 5 fois IWGP Junior Heavyweight Tag Team Championship avec Yoh
  - 2 fois NEVER Openweight 6-Man Tag Team Championship avec Evil et Yujiro Takahashi
  - Super Jr. Tag Tournament (2017, 2018, 2019) avec Yoh

## Récompenses des magazines
- Pro Wrestling Illustrated

| Année | 2018 | 2019 | 2020 | 2021 | 2022 | 2023       | 2024 |
| ----- | ---- | ---- | ---- | ---- | ---- | ---------- | ---- |
| Rang  | 163  | 197  | 229  | 467  | 170  | Non classé | 103  |